# Чистополов, Павел Анатольевич
Па́вел Анато́льевич Чистопо́лов (15 марта 1984, Берёзовский, СССР) — российский игрок в мини-футбол; тренер.

## Биография
Выступал за «ВИЗ-Синару» с 2000 года. Забивал голы в двух важнейших матчах в истории клуба, окончившихся победами екатеринбуржцев: финале Кубка России 2007 года и финале Кубка УЕФА 2007/08. В середине января 2012 года был отдан в аренду до конца сезона в МФК «Газпром-Югра», в составе которого второй раз стал обладателем Кубка России. С 2003 года — игрок сборной России по мини-футболу. В её составе стал бронзовым призёром чемпионата Европы 2007 года.
После окончания спортивной карьеры вошел в тренерский штаб Евгения Давлетшина в клубе «Синара» в 2019 году. В 2023 году стал и. о. главного тренера клуба «Синара» и помощником главного тренера сборной России — Бесика Зоидзе.

## Достижения
Как игрок
- Бронзовый призёр Чемпионата Европы по мини-футболу: 2007
- Победитель студенческого чемпионата мира по мини-футболу (2): 2002, 2006
- Обладатель Кубка УЕФА по мини-футболу: 2007-08
- Чемпион России по мини-футболу (2): 2008—2009, 2009—2010
- Обладатель Кубка России по мини-футболу: 2007, 2012

Как тренер
- Обладатель Суперкубка России по мини-футболу: 2023